# Dominguez (udde i Antarktis)
Dominguez är en udde i Antarktis. Den ligger i Västantarktis. Argentina, Chile och Storbritannien gör anspråk på området.
Terrängen inåt land är huvudsakligen kuperad, men den allra närmaste omgivningen är bergig. Havet är nära Dominguez söderut. Trakten är obefolkad. Det finns inga samhällen i närheten. 